# Michael Rodi
Michael Rodi (* 20. März 1958 in München) ist ein deutscher Rechtswissenschaftler und Direktor des Instituts für Klimaschutz, Energie und Mobilität. Zu seinen Forschungsschwerpunkten zählen die Bereiche Klimaschutzrecht und -politik, nachhaltige Energiewirtschaft und Verkehrswesen sowie Grundlagenfragen der Steuer- und Subventionsrechtsordnungen.
Rodi studierte von 1977 bis 1987 Politikwissenschaft, Rechtswissenschaft und Volkswirtschaftslehre in Konstanz und München und wurde Wissenschaftlicher Assistent am Lehrstuhl für Öffentliches Recht der Universität München bei Klaus Vogel. 1992 wurde er mit seiner Arbeit „Die Rechtfertigung von Steuern als Verfassungsproblem. Dargestellt am Beispiel der Gewerbesteuer“ in München zum Dr. jur. promoviert. 1995 machte er ebenfalls in München seinen Master of Arts in Politikwissenschaft bei Heinz Laufer. 1998 wurde er in München mit der Schrift „Die Subventionsrechtsordnung. Die Subvention als Instrument öffentlicher Zweckverwirklichung nach Völkerrecht, Europarecht und deutschem innerstaatlichem Recht“ in den Fächern Öffentliches Recht, Steuerrecht und Europarecht habilitiert. 
Von 1999 bis 2021 war Rodi Lehrstuhlinhaber an der Universität Greifswald. 2009 gründete er das Institut für Klimaschutz, Energie und Mobilität (IKEM) als interdisziplinäres Forschungsinstitut und An-Institut der Universität Greifswald.
Im Oktober 2021 wurde Rodi für seine langjährige Forschungsarbeit zum Klimarecht mit dem Greifswald Research Award ausgezeichnet.

## Mitgliedschaften
Rodi ist unter anderem Mitglied in der Leibniz-Sozietät der Wissenschaften, der Deutschen Steuerjuristischen Gesellschaft, Gesellschaft für Umweltrecht, der Vereinigung der Deutschen Staatsrechtslehrer, der Vereinigung für Rechtssoziologie, der Deutsch-Südafrikanischen Juristenvereinigung, im Förderverein Ökologische Steuerreform sowie im Förderverein Umwelt–Recht–Gesellschaft.

## Werk (Auszug)
- Die Rechtfertigung von Steuern als Verfassungsproblem. Dargestellt am Beispiel der Gewerbesteuer. München 1994, zugl. Diss., Univ. München, 1992/93.
- Die Subventionsrechtsordnung. Die Subvention als Instrument öffentlicher Zweckverwirklichung nach Völkerrecht, Europarecht und deutschem innerstaatlichem Recht. Tübingen 2000, zugl. Habil.-Schrift, Univ. München, 1998.
- Ökonomische Analyse des Öffentlichen Rechts. Springer, 2014.
- Ein neuer Rechtsrahmen für den ÖPNV in der Verkehrswende. In: Deutsches Verwaltungsblatt, 2020.

als Herausgeber
- Environmental Policy. Instruments in Liberalized Energy Markets. Proceedings of the Summer Academy 'Energy and the Environment' Greifswald, 5 – 17 July 2004. Berlin 2006.
- Fairer Preis für Mobilität. Straßenbenutzungsgebühren als Instrument zur Besteuerung von Verkehrsströmen. Berlin 2007.
- Michael Rodi, Martin Altrock: Handbuch Klimaschutzrecht. 1. Auflage. C. H. Beck, München 2022, ISBN 978-3-406-76789-0 (897 S.).